# Александровский район (Ставропольский край)
Алекса́ндровский райо́н — территориальная единица в Ставропольском крае России. В границах района образован Александровский муниципальный округ.
Административный центр — село Александровское.

## Географическое положение
Район расположен в центральной части Ставропольского края и граничит на севере с Петровским районом, на востоке — с Новоселицким, на юге — с Минераловодским и на западе — с Грачёвским и Андроповским районами.
По территории района проходит автомагистраль Ставрополь — Минеральные Воды

## История
Александровский район является одним из старейших территориальных образований в Ставропольском крае. Территория района много раз менялась в связи с его укрупнением и разукрупнением.
В 1924 году Александровский уезд Ставропольской губернии был преобразован в Александровский район в составе Ставропольского округа Северо-Кавказского края с центром в городе Ростове-на-Дону, часть волостей и населённых пунктов, ранее входивших в уезд, отошла к Георгиевскому, Курсавскому и Минераловодскому районам.
В 1932 году из Георгиевского района в Александровский были переданы Саблинский, Южно-Осетинский, Свободненский, Сухопаденский сельсоветы, земельные участки Военконзавода и конкооперации и Ульяновского совхоза «Овцевод».
В 1934 году Северо-Кавказский край был разделён на Азово-Черноморский край (с центром в городе Ростове-на-Дону) и Северо-Кавказский край (с центром в городе Пятигорске). В состав последнего вошли 17 районов бывших Ставропольского и Терского округов, включая Александровский район.
Постановлением ВЦИК от 23 января 1935 года «О новой сети районов Северокавказского края и входящих в его состав автономных объединений» из состава Александровского района был выделен Новоселицкий район, к которому, в частности, отошли Грушевский, Журавский, Калиновский, Китаевский, Новоселицкий и Падинский сельсоветы. В том же году Сергиевский сельсовет отошёл к Спицевскому району.
В 1939 году Калиновский сельсовет был возвращён в Александровский район, а Южно-Осетинский сельсовет вошёл в состав Новоселицкого района.
14 января 1943 года Александровский район освобождён от немецко-фашистских захватчиков.
В 1954 году из упразднённого Гофицкого района в Александровский район был вновь передан Грушевский сельсовет. В том же году Садовский сельсовет вошёл в состав Круглолесского, а Томузловский сельсовет — в состав Александровского.
На 18 ноября 1957 года в районе насчитывалось семь сельсоветов: Александровский, Грушевский, Калиновский, Круглолесский, Саблинский, Северный и Средненский.
В 1958 году, в связи с упразднением Новоселицкого района, в Александровский были возвращены Журавский, Китаевский, Новоселицкий и Южно-Осетинский сельсоветы. В том же году из бывшего Спицевского района возвращён Сергиевский сельсовет. Таким образом, к 1959 году число сельсоветов в Александровском районе выросло до двенадцати.
В 1963 году был упразднён Курсавский район с передачей его территории Кочубеевскому, Минераловодскому и Александровскому районам.
1 февраля 1963 года были образованы вместо существующих 15 сельских районов: Александровский, Апанасенковский, Благодарненский, Воронцово-Александровский, Георгиевский, Изобильненский, Ипатовский, Кочубеевский, Красногвардейский, Курский, Левокумский, Минераловодский, Петровский, Прикумский и Шпаковский.
12 января 1965 года Президиум Верховного Совета РСФСР постановил:

Арзгирский, Александровский, Апанасенковский, Благодарненский, Георгиевский, Изобильненский, Ипатовский, Кочубеевский, Красногвардейский, Курский, Левокумский, Минераловодский, Новоалександровский, Петровский, Прикумский, Советский и Шпаковский сельские районы края; Адыге-Хабльский, Зеленчукский, Карачаевский, Малокарачаевский, Прикубанский и Хабезский сельские районы Карачаево-Черкесской автономной области преобразовать в районы.
На 1 марта 1966 года в состав Александровского района входило 13 сельсоветов: Александровский, Грушевский, Журавский, Калиновский, Китаевский, Конезавода № 170, Круглолесский, Новоселицкий, Новоянкульский, Саблинский, Северный, Сергиевский и Южно-Осетинский:6—8.
В 1970 году из части населённых пунктов Александровского и Шпаковского районов указом Президиума Верховного Совета РСФСР был образован Грачёвский район. От Александровского района Грачёвскому, в частности, отошёл Сергиевский совет. В том же году во вновь образованный Курсавский район был передан Янкульский сельсовет.
В 1972 году, в соответствии с Указом Верховного Совета РСФСР) и решением Ставропольского крайсовета, из Александровского района в восстановленный Новоселицкий район вновь перешли Долиновский (бывший Южно-Осетинский), Журавский, Китаевский и Новоселицкий сельсоветы со всеми населёнными пунктами кроме Харьковского. Последний был передан из Китаевского сельсовета в Александровский.
На 1 января 1983 года в составе района числилось семь сельсоветов: Александровский, Грушевский, Калиновский, Круглолесский, Новокавказский, Саблинский и Северный:30. В 1993 году образован Средненский сельсовет, в который вошли хутора Средний, Конный, Красный Чонгарец и Ледохович, выделенные из Новокавказского сельсовета.
Законом Ставропольского края от 31 января 2020 года, все муниципальные образования Александровского муниципального района с 16 марта 2020 года были преобразованы путём их объединения в единое муниципальное образование Александровский муниципальный округ.

## Символика
Официальными символами района как муниципального образования служат герб и флаг, утверждённые 20 ноября 2009 года Решением совета Александровского муниципального района Ставропольского края № 198/74 и внесённые в Государственный геральдический регистр Российской Федерации с присвоением регистрационных номеров 5918 и 5919 соответственно.
Разработка данной символики выполнена ставропольским художником-геральдистом, членом Союза дизайнеров Игорем Леонидовичем Проститовым при участии заместителя главы администрации района Михаила Григорьевича Блюмского.
Геральдическое описание герба гласит: «Герб Александровского района представляет собой геральдический щит. В золотом щите над лазоревой оконечностью червлёная крепостная башня, обременённая в почётном месте серебряным вздыбленным конём, обращённым вправо, под которой в фокусе две скрещённые, чёрные, с серебряным убором шашки в ножнах клинками вниз».
Флаг муниципального образования представляет собой жёлтое полотнище с соотношением сторон 2:3, полностью повторяющее композицию герба.

## Население
| 1926    | 1931    | 1939    | 1959    | 1970    | 1979    | 1989    | 1990    | 1991    | 1992    | 1993    | 1994    |
| ------- | ------- | ------- | ------- | ------- | ------- | ------- | ------- | ------- | ------- | ------- | ------- |
| 75 944  | ↗86 183 | ↘41 511 | ↗63 381 | ↗66 758 | ↘46 693 | ↗49 171 | ↗49 305 | ↗50 212 | ↗50 920 | ↗51 627 | ↗52 334 |
| 1995    | 1996    | 1997    | 1998    | 1999    | 2000    | 2001    | 2002    | 2003    | 2004    | 2005    | 2006    |
| ↗52 741 | ↗53 146 | ↘53 054 | ↘52 835 | ↘52 566 | ↘52 247 | ↘51 860 | ↘50 978 | ↘50 856 | ↘50 191 | ↘49 578 | ↘48 982 |
| 2007    | 2008    | 2009    | 2010    | 2011    | 2012    | 2013    | 2014    | 2015    | 2016    | 2017    | 2018    |
| ↘48 861 | ↗50 109 | ↘50 007 | ↗50 235 | ↘50 034 | ↘50 027 | ↗50 031 | ↘49 448 | ↘48 685 | ↘48 057 | ↘47 455 | ↘46 589 |
| 2019    | 2020    | 2021    | 2023    | 2024    | 2025    |         |         |         |         |         |         |
| ↘46 079 | ↘45 709 | ↗46 741 | ↘46 441 | ↘46 217 | ↘46 004 |         |         |         |         |         |         |

Демография
В 2011 году родилось 657 человек, умерло — 788. Рождаемость — 13 ‰, смертность — 16 ‰.
Гендерный состав
По итогам переписи населения 2010 года проживали 23 131 мужчина (46,05 %) и 27 104 женщины (53,95 %).
Национальный состав
По итогам переписи населения 2010 года проживали следующие национальности (национальности менее 1 %, см. в сноске к строке «Другие»):
| Национальность | Численность | Процент |
| -------------- | ----------- | ------- |
| Русские        | 42 963      | 85,52   |
| Цыгане         | 1993        | 3,97    |
| Даргинцы       | 1477        | 2,94    |
| Армяне         | 875         | 1,74    |
| Другие         | 2927        | 5,83    |
| Итого          | 50 235      | 100,00  |

По итогам переписи населения 2020 года проживали следующие национальности (национальности менее 1 % и другое, см. в сноске к строке «Другие»):
| Национальность | Численность, чел. | Доля     |
| -------------- | ----------------- | -------- |
| Русские        | 39 485            | 84,48 %  |
| Цыгане         | 2106              | 4,51 %   |
| Даргинцы       | 1698              | 3,63 %   |
| Другие         | 3452              | 7,39 %   |
| Итого          | 46 741            | 100,00 % |

## Муниципально-территориальное устройство до 2020 года
С 2004 в Александровский муниципальный район входили 8 сельских поселений:
| № | Сельское поселение        | Административный центр | Количество населённых пунктов | Население (чел.) | Площадь (км²) |
| - | ------------------------- | ---------------------- | ----------------------------- | ---------------- | ------------- |
| 1 | село Грушевское           | село Грушевское        | 1                             | ↘2976            | 133,04        |
| 2 | село Северное             | село Северное          | 1                             | ↘3208            | 293,00        |
| 3 | Александровский сельсовет | село Александровское   | 4                             | ↘25 647          | 374,50        |
| 4 | Калиновский сельсовет     | село Калиновское       | 3                             | ↘3741            | 217,24        |
| 5 | Круглолесский сельсовет   | село Круглолесское     | 2                             | ↘3790            | 294,00        |
| 6 | Новокавказский сельсовет  | посёлок Новокавказский | 4                             | ↘1779            | 182,20        |
| 7 | Саблинский сельсовет      | село Саблинское        | 2                             | ↘3195            | 245,90        |
| 8 | Средненский сельсовет     | хутор Средний          | 4                             | ↘1373            | 152,80        |

## Населённые пункты
В состав территории района и соответствующего муниципального округа входит 21 населённый пункт.
| №  | Населённый пункт | Тип     | Население | Муниципальное образование |
| -- | ---------------- | ------- | --------- | ------------------------- |
| 1  | Александровское  | село    | ↘25 313   | Александровский сельсовет |
| 2  | Всадник          | хутор   | ↗524      | Саблинский сельсовет      |
| 3  | Грушевское       | село    | ↘3045     | село Грушевское           |
| 4  | Дубовая Роща     | посёлок | ↗380      | Александровский сельсовет |
| 5  | Калиновское      | село    | ↘3396     | Калиновский сельсовет     |
| 6  | Конный           | хутор   | ↗91       | Средненский сельсовет     |
| 7  | Красный Чонгарец | хутор   | ↗27       | Средненский сельсовет     |
| 8  | Круглолесское    | село    | ↘2679     | Круглолесский сельсовет   |
| 9  | Ледохович        | хутор   | ↗155      | Средненский сельсовет     |
| 10 | Лесная Поляна    | посёлок | ↗106      | Александровский сельсовет |
| 11 | Малостепновский  | посёлок | ↗29       | Новокавказский сельсовет  |
| 12 | Новокавказский   | посёлок | ↘1461     | Новокавказский сельсовет  |
| 13 | Петровка         | хутор   | ↗421      | Новокавказский сельсовет  |
| 14 | Репьевая         | хутор   | ↗74       | Новокавказский сельсовет  |
| 15 | Розлив           | хутор   | ↘197      | Калиновский сельсовет     |
| 16 | Саблинское       | село    | ↗2753     | Саблинский сельсовет      |
| 17 | Садовое          | село    | ↘926      | Круглолесский сельсовет   |
| 18 | Северное         | село    | ↗3269     | село Северное             |
| 19 | Средний          | хутор   | ↘1169     | Средненский сельсовет     |
| 20 | Харьковский      | хутор   | ↗249      | Александровский сельсовет |
| 21 | Чепурка          | хутор   | ↗177      | Калиновский сельсовет     |

| №  | Название       | Варианты названия                                                 | Тип       | Дата снятия с учёта | Примечания |
| -- | -------------- | ----------------------------------------------------------------- | --------- | ------------------- | --- |
| 1  | Батищи         | Батищевский:262, Батищев:254                                      | хутор:254 | не позже 01.03.1966 | Встречается на карте Генштаба Красной армии. Впоследствии стал частью села Томузлы (см. Томузловское). |
| 2  | Брянский       |                                                                   | посёлок   | 30.12.1963          | Встречается на административной карте Ставропольского края 1958 года. |
| 3  | Верхний        |                                                                   | хутор     | 31.03.1983          | На 1 марта 1966 года входил в состав территории сельсовета Конезавода № 170 с центром в хуторе Новокавказский:7. Ныне — улица Верхняя в хуторе Среднем. |
| 4  | Весёлый        |                                                                   | хутор     | 11.06.1973          | На 1 марта 1966 года входил в состав территории Круглолесского сельсовета с центром в селе Круглолесское:7. |
| 5  | Долиновка      | Красный Коневод                                                   | хутор     | 06.06.1969          | На 1 марта 1966 года входил в состав территории Южно-Осетинского сельсовета с центром в хуторе Усилие:7. В 1970 году путём объединения хуторов Долиновка и Усилие было образовано село Долиновка (ныне — Новоселицкого муниципального округа).                                        |
| 6  | Дубовка        |                                                                   |           | не позже 01.03.1966 | Встречается на карте Генштаба Красной армии. Впоследствии стал частью посёлка Дубовая Роща. |
| 7  | Дубовый        |                                                                   | хутор     | 09.02.1972          | На 1 марта 1966 года входил в состав территории Александровского сельсовета с центром в селе Александровское:6. 9 февраля 1972 года посёлок плодопитомника и хутор Дубовый, фактически слившиеся в единый населённый пункт, были переименованы в посёлок Дубовая Роща.                |
| 8  | Егерский       | Егерьский                                                         | хутор:253 | не позже 01.03.1966 | Встречается на карте Генштаба Красной армии. Ныне — урочище Егерьское в окрестностях озера Соленое. |
| 9  | Заря           |                                                                   | хутор:254 | не позже 01.03.1966 | Встречается на карте Генштаба Красной армии. Впоследствии стал частью села Томузлы (см. Томузловское). |
| 10 | Кавказский     |                                                                   | хутор     | 08.04.1981          | На 1 марта 1966 года входил в состав территории сельсовета Конезавода № 170 с центром в хуторе Новокавказский:7. Ныне — урочище Кавказское в правобережье реки Мокрая Сабля |
| 11 | Казинка        |                                                                   |           | не позже 01.03.1966 | По данным на 18 ноября 1957 года, относился к Средненскому сельсовету с центром в хуторе Среднем. |
| 12 | Колючка        |                                                                   |           | не позже 01.03.1966 | Встречается на карте Генштаба Красной армии. По данным на 18 ноября 1957 года, относился к Калиновскому сельсовету с центром в селе Калиновском. Ныне урочище. |
| 13 | Красное Знамя  |                                                                   | хутор     | 30.03.1983          | На 1 марта 1966 года входил в состав территории Александровского сельсовета с центром в селе Александровское:6. Ныне — улица Красное Знамя в посёлке Дубовая Роща. |
| 14 | Крестьянский   |                                                                   | хутор     | 11.06.1973          | На 1 марта 1966 года входил в состав территории Круглолесского сельсовета с центром в селе Круглолесское:7. |
| 15 | Крученый       | Крученный:7                                                       | хутор     | 11.06.1973          | На 1 марта 1966 года входил в состав территории сельсовета Конезавода № 170 с центром в хуторе Новокавказский:7. |
| 16 | Лепский        |                                                                   |           | не позже 01.03.1966 | По данным на 18 ноября 1957 года, относился к Средненскому сельсовету с центром в хуторе Среднем. |
| 17 | Львовский      |                                                                   | хутор     | 11.06.1973          | На 1 марта 1966 года входил в состав территории Круглолесского сельсовета с центром в селе Круглолесское:7. |
| 18 | Михайловский   |                                                                   | хутор     | 30.03.1983          | На 1 марта 1966 года входил в состав территории Александровского сельсовета с центром в селе Александровское:6. |
| 19 | Новая Деревня  |                                                                   | хутор     | 11.07.1973          | На 1 марта 1966 года входил в состав территории сельсовета Конезавода № 170 с центром в хуторе Новокавказский:7. |
| 20 | Новый Маяк     | Маяк                                                              | посёлок   | 30.03.1983          | На 1 марта 1966 года входил в состав территории Александровского сельсовета с центром в селе Александровское:6. |
| 21 | Первомайский   |                                                                   |           | не позже 01.03.1966 | |
| 22 | Плодопитомник  | Посёлок плодопитомника                                            | посёлок   | 09.02.1972          | На 1 марта 1966 года входил в состав территории Александровского сельсовета с центром в селе Александровское:6. 9 февраля 1972 года посёлок плодопитомника и хутор Дубовый, фактически слившиеся в единый населённый пункт, были переименованы в посёлок Дубовая Роща.                |
| 23 | Прогресс Труда |                                                                   |           | не позже 01.03.1966 | Встречается на карте Генштаба Красной армии. Впоследствии стал частью села Томузлы (см. Томузловское). |
| 24 | Пятый Колодец  |                                                                   | хутор     | 11.06.1973          | На 1 марта 1966 года входил в состав территории сельсовета Конезавода № 170 с центром в хуторе Новокавказский:7. |
| 25 | Репьевая 2-я   |                                                                   | хутор     | 11.06.1973          | На 1 марта 1966 года входил в состав территории сельсовета Конезавода № 170 с центром в хуторе Новокавказский:7. |
| 26 | Сбитнев        |                                                                   | хутор     | 12.08.1970          | На 1 марта 1966 года входил в состав территории Грушевского сельсовета с центром в селе Грушевское:6. |
| 27 | Светлокумка    | Отд. 1-го Краснознамённого конзавода (Светлокумка), Светлокумский | хутор     | 08.04.1981          | На 1 марта 1966 года входил в состав территории сельсовета Конезавода № 170 с центром в хуторе Новокавказский:7. Впоследствии стал частью хутора Ледохович(квартал Светлокумка). |
| 28 | Свободный      | Свободная                                                         | хутор     | 30.03.1983          | На 1 марта 1966 года входил в состав территории Саблинского сельсовета с центром в селе Саблинское:7. |
| 29 | Солёный        |                                                                   | хутор     | 12.08.1970          | На 1 марта 1966 года входил в состав территории Северного сельсовета с центром в селе Северное:7. |
| 30 | Сухая Сабля    |                                                                   | хутор     |                     | На 1 марта 1966 года входил в состав территории сельсовета Конезавода № 170 с центром в хуторе Новокавказский:7. Ныне — отдельные дворы в левобережье реки Сухая Сабля. |
| 31 | Танюхина 1-я   | Танюхина 1-й                                                      | хутор     |                     | На 1 марта 1966 года входил в состав территории сельсовета Конезавода № 170 с центром в хуторе Новокавказский:7. Ныне — урочище Танюхино 1-е. |
| 32 | Танюхина 2-я   |                                                                   | хутор     |                     | На 1 марта 1966 года входил в состав территории сельсовета Конезавода № 170 с центром в хуторе Новокавказский:7. Ныне — урочище Танюхина 2-я в правобережье Александровского канала.                                                                                                  |
| 33 | Томузловское   | Томузлы, Тамузловское                                             | село      | 12.08.1970          | На 1 марта 1966 года входило в состав территории Александровского сельсовета с центром в селе Александровское:6. 12 августа 1970 года село Александровское и село Томузловское, как фактически слившиеся между собой, были объединены в один населённый пункт — село Александровское. |
| 34 | Усилие         | Тельман, Тельман (Усилие)                                         | хутор     | 06.06.1969          | На 1 марта 1966 года был административным центром Южно-Осетинского сельсовета Александровского района:6. В 1970 году путём объединения хуторов Долиновка и Усилие было образовано село Долиновка (ныне — Новоселицкого муниципального округа).                                        |
| 35 | Чечерский      | Чечера:254                                                        | хутор     | 30.03.1983          | На 1 марта 1966 года входил в состав территории Сергиевского сельсовета с центром в селе Сергиевском:8. |

Распределение населения района
 Александровское (55,02 %) Калиновское (7,38 %) Северное (7,11 %) Грушевское (6,62 %) Круглолесское (5,82 %) Остальные (18,05 %)

## Местное самоуправление
Главы района 
- с 20 ноября 2007 года — Сергей Леонидович Ильин[95]
- в 2018 году - Александр Сергеевич Крупильницкий

Главы Администрации муниципального района
- с 28 февраля 2011 года — Владимир Николаевич Ситников (исполнение полномочий прекращено)[96]
- 2015-2023 — Любовь Александровна Маковская[97]
- с 2023 года — и. о. Наталья Ивановна Герасимова[98]

Главы муниципального округа
- с 29 мая 2023 года - Александр Викторович Щекин[99]

Председатели Совета депутатов
- с 2 октября 2020 года - Ольга Николаевна Босова[100]

## Экономика
- В районе работает более 450 предприятий различной специализации и форм собственности. Но основная отрасль района — сельское хозяйство, на долю которого приходится 80 % валового производства.
- Ставропольский конный завод № 170[101]

## СМИ
- Газета «Александровская жизнь». Издаётся с 1 апреля 1918 года[102].

## Люди, связанные с районом
Герои Советского Союза
- Зацепин Алексей Владимирович (1919, село Садовое — 1944) — старший лейтенант Рабоче-крестьянской Красной Армии, участник Великой Отечественной войны.
- Лихобабин Иван Дмитриевич (1916—1994) — советский лётчик-истребитель, полковник Советской армии. Участник Великой Отечественной войны[103].
- Малиновский Василий Тимофеевич (1920, посёлок Дубовая Роща — 1997) — полковник Советской армии. Участник Великой Отечественной войны.
- Нелюбов Василий Григорьевич (1914—1945) — младший лейтенант Рабоче-крестьянской Красной Армии. Участник Великой Отечественной войны[104].
- Ротенко Андрей Иванович (1924, хутор Михайловский — 1968) — красноармеец, стрелок 487-й отдельной разведывательной роты (218-я стрелковая дивизия, 47-я армия, Воронежский фронт).
- Тенищев Иван Иванович (1921, село Круголесское — 2006) — советский военный деятель, генерал-полковник Советской армии. Участник Великой Отечественной войны. Депутат Верховного Совета СССР 9-го созыва.

Герои Социалистического Труда
- Беднов Иван Ефимович (1924—1996) — бригадир и член правления колхоза имени И. Л. Войтика в селе Александровском. Участник Великой Отечественной войны. Депутат Александровского районного Совета депутатов, Ставропольского краевого Совета народных депутатов[106].
- Галенко Иван Фёдорович (1923, село Саблинское — 1998) — заведующий машинно-тракторной мастерской в селе Саблинском. Участник Великой Отечественной войны. Депутат Саблинского сельского Совета. Почётный гражданин села Гофицкого[107].
- Мочалов Николай Михайлович — заведующий производственным участком колхоза «Комсомолец» Александровского района Ставропольского края. Депутат Калиновского сельского Совета, Совета депутатов Александровского района[108].
- Смоленцев Михаил Константинович — проходчик горных выработок шахты № 4 комбината «Сахалинуголь» Министерства угольной промышленности СССР (Сахалинская область). Заслуженный шахтёр РСФСР[109].

Герои труда Ставрополья
- Полещенко Нина Ивановна — медсестра Круглолесского психоневрологического интерната[110].

Полные кавалеры ордена Славы
- Овчинников Николай Власович (1910, село Саблинское — 1945) — гвардии сержант, командир отделения 96-й отдельной гвардейской разведывательной роты 96-й гвардейской стрелковой дивизии (28-я армия, 3-й Белорусский фронт)[111].
- Ситников Николай Григорьевич (1903, село Калиновское — 1971) — гвардии младший сержант, командир стрелкового отделения 311-го гвардейского стрелкового полка (108-я гвардейская стрелковая дивизия, 27-я армия, 3-й Украинский фронт).

Почётные граждане Александровского района
- Бутенко Виктор Алексеевич — руководитель Управления систем Большого Ставропольского канала (филиала Управления «Ставропольмелиоводхоз»). Член Совета старейшин при главе администрации Александровского муниципального района. Кавалер ордена «Знак Почёта»[112].
- Дмитриенко Виктор Иванович — заведующий терапевтическим отделением Александровской центральной районной больницы. Отличник здравоохранения Российской Федерации[113].
- Кашпуров Иван Васильевич (1926, село Калиновское — 1997) — ставропольский поэт. Автор поэтических сборников «Дыхание степи» (1956), «Над седыми ковылями» (1958), «Вёрсты» (1967), «Осенний снег» (1969), «Певучие травы» (1972), «Дарую степь» (1978), «Синий край России» (1979), «Даль полынная» (1980), «Песня Калиновке» (1985), «Живущим ныне» (1987), «Избранные стихи» (1996), «Избранное» (2003) и др. Заслуженный работник культуры Российской Федерации[114][115].
- Климук Александр Степанович — главный зоотехник по племенному коневодству Ставропольского конного завода № 170[116].
- Леденёва Анна Николаевна — руководитель Центра детского творчества. Отличник советской потребительской кооперации. Почётный работник общего образования Российской Федерации[117].
- Потапов Михаил Михайлович — генерал, начальник штаба оперативной группы члена Ставки Верховного Главнокомандующего маршала Советского Союза А. М. Василевского. Участник Гражданской войны и Великой Отечественной войны[118].
- Сотникова Нина Владимировна — директор Круглолесского психоневрологического интерната. Председатель Совета ветеранов муниципального образования Круглолесского сельсовета. Заслуженный работник социальной защиты населения Российской Федерации[119].

## Достопримечательности
- Скалы Дракон, Слоны, Бегемот, Черепаха, Лягушка и другие геолого-геоморфологические объекты.
- Археологические памятники VII века до нашей эры; городище VII—IX веков.
- Свято-Троицкий источник[120].